# Grenal
Grenal è il nome con cui si indica, nel calcio brasiliano, il derby tra le due principali squadre di Porto Alegre (città capitale del Rio Grande do Sul), il Grêmio e l'Internacional, da cui il nome (Gremio-Internacional). Il match vede di fronte le due squadre dal 1909.
L'espressione Grenal venne coniata nel 1926, quando il giornalista Ivo dos Santos Martins (tifoso del Grêmio), per non dover scrivere ogni volta il nome delle due squadre per esteso, inventò la parola. Poco dopo l'ex governatore di Rio Grande do Sul e presidente dell'Internacional, Ildo Meneghetti, definì così il grande classico gaúcho: «Il Grenal è il Grenal».

## Derby e rivalità
Il Grenal è considerato, proporzionalmente, il principale derby regionale del Brasile, in quanto divide a metà praticamente tutto lo Stato del Rio Grande do Sul. Negli altri stati, come in quello di San Paolo o di Rio, il numero di grandi squadre arriva a quattro. Nel Rio Grande do Sul, invece, soltanto recentemente la Juventude si sta affermando come terza forza del campionato statale.
Quella tra le due squadre di Porto Alegre è sicuramente una delle rivalità più accese del calcio brasiliano, in quanto ogni incontro è accompagnato da moltissime emozioni per le due parti: in genere si assiste ad un match molto combattuto (e a volte violento). Ogni Grenal non è solo giocato, ma spesso sofferto, poiché vincere o perdere lo scontro ha un particolare significato nel Brasile del sud.
La rivalità tra Grêmio e Internacional è un fenomeno che va oltre la sfera meramente calcistica. Ogni abitante della città di Porto Alegre e dello Stato di Rio Grande do Sul "appartiene" molto fortemente a una delle due squadre, secondo fattori che vanno da quelli familiari, a quelli culturali e socio-demografici.
Per esempio, il Grêmio venne fondato nel 1903 da immigrati tedeschi, che proibirono ai non teutonici di partecipare. Invece l'Internacional venne fondato da immigrati italiani (molti storici sostengono che il nome "Internacional" è un omaggio alla squadra italiana), portoghesi e spagnoli, e fu la prima delle due squadre a permettere a giocatori straniera di giocare negli anni trenta. Comunque, a partire dagli anni cinquanta, la situazione è molto cambiata e diversi giocatori di colore, come Ronaldinho ed Everaldo, sono poi diventati degli idoli nel Grêmio. Un altro esempio riguarda l'età dei tifosi: dato che l'Internacional vinse molto negli anni settanta, molti bambini e ragazzi dell'epoca (ora adulti) divennero sostenitori dei rossi. Al contrario, i frequenti successi del Grêmio negli anni ottanta e novanta hanno invertito la tendenza.

## Stelle nel Grenal
Alcuni dei più grandi giocatori e allenatori brasiliani hanno preso parte al derby gaúcho. Tra i giocatori dell'Internacional si ricordano Falcão, Dunga, Branco, Taffarel, Valdomiro, Lucio, Tesourinha, Elías Figueroa, i giovani Rafael Sóbis e Alexandre Pato, Larry e Carlitos (quest'ultimo autore di 326 gol per l'Internacional, record assoluto). Tra gli allenatori vanno menzionati Abel Braga, Carlos Alberto Parreira, Rubens Minelli, Ênio Andrade ed Émerson Leão.
Tra le stelle del Grêmio si ricordano invece Ronaldinho, Emerson, Éder, Everaldo, Renato Portaluppi, Aírton Pavilhão, Edinho, Mario Jardel, Tesourinha, Anderson, Tarciso e Gessy. Tra gli allenatori vanno citati Luiz Felipe Scolari, Telê Santana, Valdir Espinosa, Paulo César Carpegiani e Renato Portaluppi, vincitore dell'ultima Libertadores con il Gremio e unico brasiliano ad averla vinta sia come giocatore che come allenatore, oltretutto con lo stesso club.

## Andamento delle due squadre

### Assoluto
Fondato 6 anni prima dell'Internacional, il Grêmio ha dominato le statistiche del Grenal già dai primi anni, vincendo il primo scontro di sempre per 10 a 0, il 18 luglio 1909, con cinque gol del tedesco Booth, autore anche del primo gol in assoluto tra le due squadre. Oltre a Booth, segnarono per il Grêmio anche Grunewald (4 gol) e Moreira (1 gol).
L'Internacional ha assunto il vantaggio nel numero di vittorie nel 1945, all'epoca del "Rullo Compressore", senza essere più superato. All'inizio degli anni ottanta, il vantaggio arrivò a essere di 31 vittorie, mentre adesso si è assestato a 24 vittorie in più per l'Internacional (144 a 120).
Si può affermare che gran parte del vantaggio attuale nel numero di gare vinte fu costruito tra il 1969 e il 1976, il periodo della costruzione del Beira-Rio e di uno dei più forti Internacional mai visti. In quegli anni vennero disputati 40 confronti, con l'Internacional che ne vinse 18, ne pareggiò altrettanti e ne perse solo 4, restando imbattuto per 17 match di fila (dal 17 ottobre 1971 al 13 luglio 1975), record di imbattibilità assoluta per i rossi di Porto Alegre. Bisogna anche osservare che al Beira-Rio l'Internacional batté il Grêmio sempre con almeno due gol di scarto, segnando molto anche all'Olímpico Monumental.
Il maggior periodo di imbattibilità nel derby del Grêmio è invece quello tra il 16 giugno 1999 e il 28 ottobre 2002, quando riuscì a rimanere invitto per 13 gare.
Dopo decenni di un fenomeno noto come gangorra (secondo cui, a periodi, uno dei due team andava bene e l'altro male, e viceversa), l'anno 2006 è stato atipico in quanto, nel Campionato brasiliano, l'Internacional si è piazzato secondo e il Grêmio terzo, cosicché entrambe le squadre si sono qualificate per la Coppa Libertadores 2007.

### Nel campionato brasiliano
Il primo Grenal valido per il Campionato brasiliano venne vinto dall'Internacional, il 17 ottobre 1971. Quell'anno il Grêmio veniva da quattro derby in cui era rimasto imbattuto, benché in luglio l'Internacional avesse vinto il suo terzo Campionato gaúcho di fila. Tre mesi dopo, al 15º turno del Brasileirão, i Colorados vinsero ancora, stavolta per 1 a 0 con gol di Galocha. Fu quello l'inizio della serie di imbattibilità più lunga nel Grenal, interrotta solo 45 mesi dopo.
Il primo Grenal vinto dal Grêmio nel campionato nazionale arrivò solo il 6 novembre 1977, più di sei anni dopo la nascita del torneo. A quell'epoca, il regolamento del Brasileirão imponeva che i derby dovessero essere disputati nello stadio cittadino con maggior capienza: per questo motivo i Grenal venivano giocati nel Beira-Rio, casa del "Nal". La prima vittoria gremista tardò a venire, ma fu indiscutibile: un 4 a 0 che fece mettere al bando per due decenni la divisa totalmente rossa (maglietta, pantaloncini e calzettoni dello stesso colore) che l'Internacional usava quel giorno.

## Statistiche

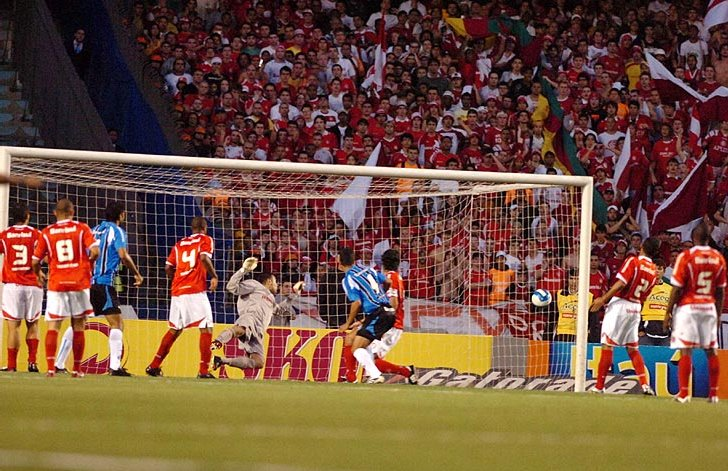
Un Grenal del 2007.

Fino al luglio 2009, le due squadre avevano giocato una contro l'altra per l'impressionante numero di 377 volte. Normalmente il Grêmio e l'Internacional si incontrano sia nel Campionato brasiliano che in quello gaúcho. Il conteggio delle vittorie è finora a vantaggio dell'Internacional, che ha vinto 141 volte contro le 119 del Grêmio; inoltre ci sono stati 117 pareggi. La vittoria più larga dei bianco-nero-azzurri è stata di 10-0, nel 1909 (il primo Grenal di sempre), mentre la più larga vittoria dell'Internacional è stata di 7-0, nel 1948.

### Numeri assoluti
(Ultima partita giocata: Grêmio-Internacional 2-1, 06 Marzo 2023, Arena Grêmio
- 438 incontri, di cui:

160 vittorie dell'Internacional
138 pareggi
140 vittorie del Grêmio
- 1161 gol segnati in totale (2,75 a gara), di cui:

594 gol dell'Internacional (1,42 a gara)
567 gol del Grêmio (1,32 a gara)
- Massima vittoria del Grêmio: 10-0, 18 luglio 1909 (primo Grenal della storia)
- Massima vittoria dell'Internacional: 7-0, 17 settembre 1948.

### Numeri nel campionato brasiliano (1971-2014)
- 50 incontri, di cui:

30 al Beira-Rio
17 all'Estádio Olímpico
2 all'Arena del Grêmio
1 al Centenario
20 vittorie del Grêmio
13 pareggi
17 vittorie dell'Internacional
- 99 gol segnati in totale (1,98 a gara), di cui:

50 gol del Grêmio (1,00 a gara)
49 gol dell'Internacional (0,98 a gara)
- Massima vittoria del Grêmio: 4-0, 6 novembre 1977, al Beira-Rio
- Massima vittoria dell'Internacional: 5-2, 24 agosto 1997, all'Olímpico.

### Il gol n.1000 nel Grenal
Il derby numero 360, giocato il 10 luglio 2004, viene ricordato come il "Grenal del Gol 1000". Fernandão segnò la millesima rete nella storia della stracittadina portando l'Internacional a vincere 2-0.

## Record di pubblico in campionato

### Al Beira-Rio
1. Internacional 2-1 Grêmio, 78.083 spett., 12 febbraio 1989
2. Internacional 0-1 Grêmio, 52.347 spett., 12 ottobre 1987
3. Internacional 0-4 Grêmio, 48.597 spett., 6 novembre 1977
4. Internacional 2-3 Grêmio, 46.752 spett., 23 aprile 1978
5. Internacional 0-1 Grêmio, 45.442 spett., 12 ottobre 2003

### All'Olímpico Monumental
1. Grêmio 0-0 Internacional, 71.621 spett., 9 febbraio 1989
2. Grêmio 0-0 Internacional, 45.276 spett., 18 febbraio 1991
3. Grêmio 2-5 Internacional, 42.929 spett., 24 agosto 1997
4. Grêmio 2-1 Internacional, 40.020 spett., 19 luglio 2009
5. Grêmio 1-1 Internacional, 39.164 spett., 16 ottobre 1994